# Estación de Rivera-Bironico
La estación de Rivera-Bironico es la principal estación ferroviaria de la localidad suiza de Rivera, perteneciente a la comuna suiza de Giubiasco, en el Cantón del Tesino.

## Historia y situación
La estación de Rivera-Bironico  fue inaugurada en el año 1882 con la puesta en servicio al completo de la línea Immensee - Chiasso, más conocida como la línea del Gotardo.
Se encuentra ubicada en el norte del núcleo urbano de Rivera. Cuenta con dos andenes, uno central y otro lateral, a los que acceden tres vías pasantes. A ellas hay que sumar otras dos vías pasantes además de un par de vías muertas para el apartado y estacionamiento de trenes, así como una derivación de una industria.
En términos ferroviarios, la estación se sitúa en la línea Immensee - Chiasso. Sus dependencias ferroviarias colaterales son la estación de Giubiasco hacia Immensee y la estación de Mezzovico en dirección Chiasso.

## Servicios Ferroviarios
Los servicios ferroviarios de esta estación están prestados por SBB-CFF-FFS y por TiLo:

### TiLo
TiLo opera servicios ferroviarios de cercanías, llegando a la estación una línea de cercanías que permiten buenas comunicaciones con las principales ciudades del Cantón del Tesino así como la zona norte de Lombardía. Estos trenes tienen como origen Biasca o Castione-Arbedo, y finalizando su recorrido en Chiasso o Albate-Camerlata, aunque algunos tienen como origen o destino Airolo y Milán respectivamente.
- S 10 (Airolo - Faido -) Biasca - Castione-Arbedo - Bellinzona - Lugano - Mendrisio - Chiasso - Como San Giovanni - Albate-Camerlata